# Squadriglia Lafayette

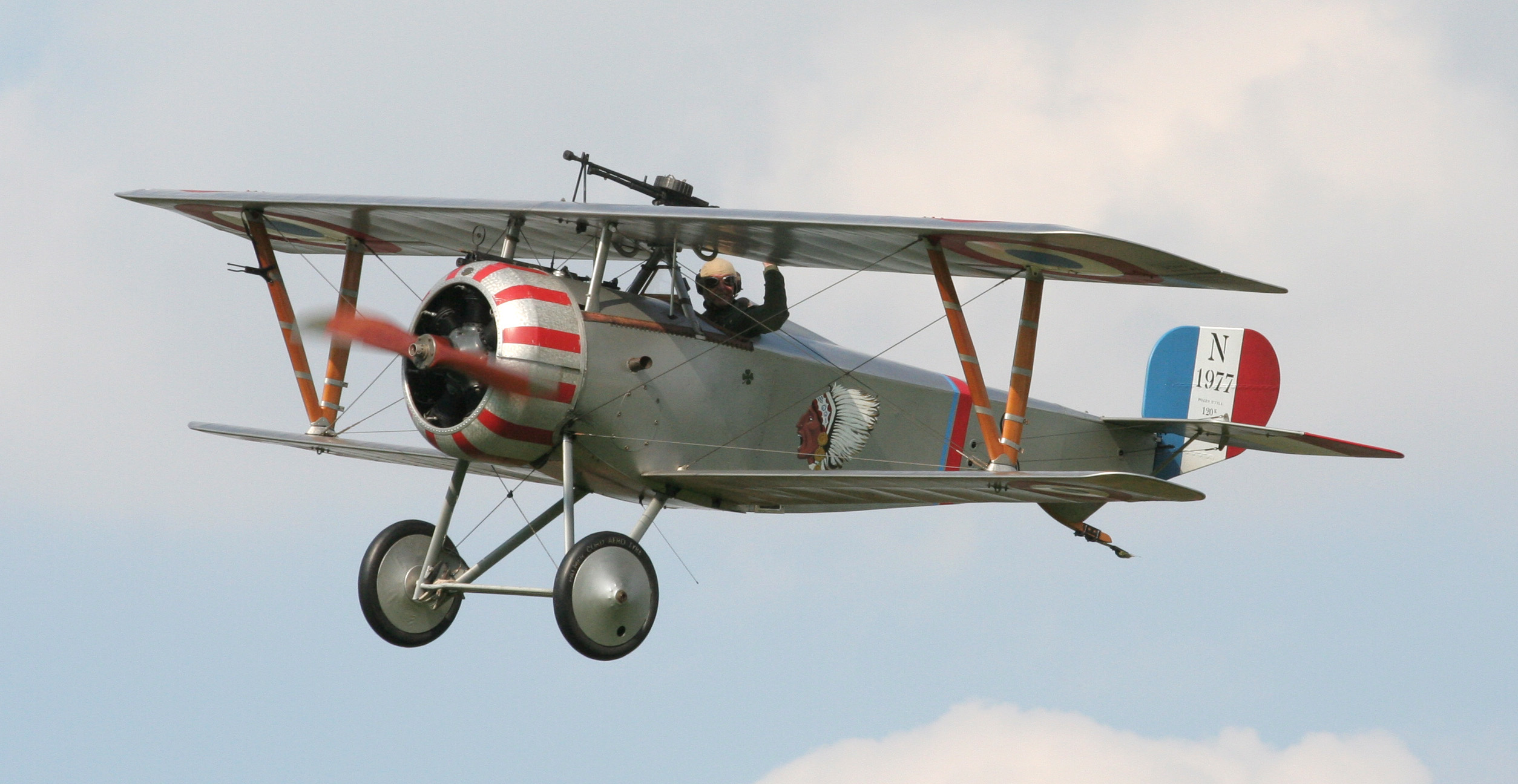
Un warbird Nieuport 23 nella livrea della Squadriglia Lafayette in volo nel 2007.

La Squadriglia La Fayette o Lafayette era un corpo militare composto da volontari statunitensi che, dal 18 aprile 1916, combatté nella prima guerra mondiale, inquadrato nella francese Aviation militaire come reparto N 124. Il nome fu scelto per ricordare la memoria del generale Gilbert du Motier de La Fayette.

## Storia
Il dottor Edmund L. Gros, fondatore dell'ospedale americano di Parigi ed organizzatore dell'American Field Service, Norman Prince, un avvocato di Harvard ed un espatriato americano che già volava in Francia, condussero i tentativi di persuadere il governo francese dell'importanza di un'unità aerea americana volontaria che combattesse per la Francia. L'obiettivo era quello di far conoscere i loro sforzi all'opinione pubblica americana, con la speranza che la risultante notorietà avrebbe suscitato interesse nell'abbandonare la neutralità per entrare in guerra. Autorizzata dal dipartimento aereo del Ministero della difesa (Francia) il 21 marzo 1916, l'Escadrille de Chasse Nieuport 124 (Escadrille Américaine) fu dispiegata il 20 aprile a Luxeuil-les-Bains, in Francia, vicino al confine con la Svizzera.
Nonostante la inadeguatezza delle unità negli Stati Uniti, l'Escadrille si rivelò utile per i francesi e gli americani, considerando che prima della grande guerra gli aerei non erano considerati unità da combattimento. Inizialmente, c'erano sette piloti americani: Victor E. Chapman, Elliot C. Cowdin, Weston (Bert) Hall, James R. McConnell, Norman Prince, Kiffin Rockwell e William Thaw; l'elenco completo includeva 38 piloti, tra cui l'americano Brian Donlevy, che divenne poi un noto attore.
Gli aerei, i meccanici e le divise dell'unità erano francesi, così come il comandante, il capitano Georges Thénault. Negli equipaggi erano presenti anche cinque piloti francesi, che servivano in varie occasioni in posizioni di comando. Raoul Lufbery, un cittadino americano nato in Francia, divenne alla fine il loro maggiore asso, con 16 vittorie confermate prima che i piloti della squadriglia entrassero nell'U.S. Air Service.
L'appellativo della squadriglia fu adottato il 6 dicembre 1916 in memoria del generale Gilbert du Motier de La Fayette, comandante del corpo d'armata francese intervenuto a sostegno dei rivoltosi nella guerra d'indipendenza americana. Gli aerei erano Nieuport Type 11 Bébé e SPAD S.XIII. Nel corso della guerra gli aviatori della Squadriglia La Fayette arrivarono a 209. Nel 1917, all'ingresso in guerra degli Stati Uniti, molti di questi rientrarono nei ranghi dell'Aviation Section, U.S. Signal Corps.
I memorabili duelli aerei  della Squadriglia La Fayette contribuirono ad infiammare il pubblico statunitense e creare l'atmosfera adatta all'iniziativa del presidente Wilson, il 6 aprile 1917, di dichiarare guerra alla Germania. La Squadriglia La Fayette fu assorbita dal corpo d'armata degli Stati Uniti, mantenendo per qualche mese la struttura e gli armamenti originari. Complessivamente furono 267 i volontari americani che militarono nella La Fayette tra i quali è da segnalare Eugene Bullard, primo pilota militare afroamericano e Willis Bradley Haviland. Nel reparto volava anche Charles Nungesser.
Al termine del conflitto la Squadriglia La Fayette aveva avuto 63 morti, 151 uccisioni di nemici e 32 velivoli tedeschi abbattuti contro 9 velivoli persi. La Squadriglia La Fayette cessò di esistere ufficialmente il 18 febbraio 1918 e fu il 103rd Aero Squadron (103º squadrone aereo) dell'Aviation Section, U.S. Signal Corps a riprenderne insegne e tradizioni; l'8 aprile 1924 lo squadrone fu sciolto e ricostituito all'interno del 94th Fighter Squadron (94º squadrone caccia) dell'United States Air Force (1917-oggi).
Nell'Armée de l'air francese, la tradizione continuò con il l'escadrille n° 23 du groupe de chasse 35 (1921-1932) poi con il Groupe de Chasse 2/5 La Fayette (1932-1947) e infine con l'Escadron de chasse 2/4 La Fayette (1947-oggi). La Squadriglia La Fayette meritò 31 croci di guerra, 7 medaglie al valor militare e 4 Legion d'onore. Molti altri piloti statunitensi hanno combattuto per la Francia nel Lafayette Flying Corps.

## Aerei
- Nieuport 11
- Nieuport 17
- Nieuport 27
- Nieuport 28
- SPAD S.VII
- SPAD S.XIII

## Cinema
Le azioni dei piloti americani sono state narrate in alcuni film:
- La squadriglia degli eroi (The Legion of the Condemned), regia di William A. Wellman (1928)
- La squadriglia Lafayette (Lafayette Escadrille), regia di William A. Wellman (1958)
- Giovani aquile (Flyboys), regia di Tony Bill (2006)